# Gliese 777
Gliese 777 eller HD 190360 är en dubbelstjärna i södra delen av stjärnbilden Svanen. Den har en skenbar magnitud av ca 5,73 och är svagt synlig för blotta ögat där ljusföroreningar ej förekommer. Baserat på parallax enligt Gaia Data Release 3 på ca 62,5 mas beräknas den befinna sig på ett avstånd av  ca 52 ljusår (ca 16 parsec) från solen. Den rör sig närmare solen med en heliocentrisk radialhastighet av ca -45 km/s.

## Egenskaper
Primärstjärnan Gliese 777 A är en solliknande, gul underjättestjärna av spektralklass G6 IV, som är på väg att avsluta nukleär fusion av väte i dess kärna. Den har en massa av ca 0,93 solmassa, en radie av ca 1,14 solradie och utsänder energi från dess fotosfär motsvarande ca 1,1 gånger solen vid en effektiv temperatur av ca 5 600 K. Stjärnan är ganska metallrik och har cirka 70 procent mera "metaller" (grundämnen tyngre än helium) än solen, vilket är typiskt för stjärnor med exoplaneter.
Följeslagaren Gliese 777 B är en svag röd dvärgstjärna i huvudserien av spektralklass M4.5 V, som kretsar kring primärstjärnan på ett avstånd av ca 3 000 astronomiska enheter (0,047 ljusår) med en omloppsperiod av minst tiotusentals år. Stjärnan i sig kan vara en dubbelstjärna, men det finns inte mycket information om stjärnsystemet.

## Planetsystem
År 2002 tillkännagav Geneva extrasolar planet search team upptäckten av en långperiodig exoplanet (Gliese 777 Ab) i en vid omloppsbana. Planeten uppskattades kretsa i en cirkulär bana med låg excentricitet, men den uppskattningen ökades vid senare mätningar (e=0,36). Till en början trodde man därför att planeten var en riktig "Jupitertvilling", men omdefinierades senare till att vara mer lik en "excentrisk Jupiter", med en massa på minst 1,5 Jupitermassa och har ungefär lika radie. År 2021 mättes den verkliga massan av Gliese 777 Ab med astrometri.
År 2005 visade ytterligare observationer av stjärnan en annan amplitud med en period på 17,1 dagar. Massan av denna andra planet (Gliese 777 c) var bara 18 gånger mer än jorden, eller ungefär densamma som Neptunus, vilket tyder på att den var en av de minsta planeterna som upptäcktes vid den tiden. Även den ansågs till en början vara i en cirkulär omloppsbana som med senare mätningar visade sig inte vara fallet.
| Planet | Massa              | Halv storaxel (AE) | Siderisk omloppstid (d) | Excentricitet | Inklination | Radie |
| ------ | ------------------ | ------------------ | ----------------------- | ------------- | ----------- | ----- |
| c      | >0,000 ± 0,0076 MJ | 0,1304 ± 0,0075    | 17,110 ± 0,0048         | 0,237 ± 0,082 | -           | -     |
| b      | 1,8 ± 0,2 MJ       | 3,9 ± 0,2          | 2,854 ± 13              | 0,340 ± 0,018 | 80,2 ± 23,2 | -     |